# Okoły (województwo opolskie)
Okoły (dodatkowa nazwa w j. niem. Tauenzinow) – wieś w Polsce, położona w województwie opolskim, w powiecie opolskim, w gminie Murów.

## Historia
Do głosowania podczas plebiscytu uprawnione były w Okołach 224 osoby, z czego 135, ok. 60,3%, stanowili mieszkańcy (w tym 124, ok. 55,4% całości, mieszkańcy urodzeni w miejscowości). Oddano 220 głosów (ok. 98,2% uprawnionych), w tym 220 (100%) ważnych; za Niemcami głosowało 216 osób (ok. 98,2%), a za Polską 4 osoby (ok. 1,8%). 19 maja 1936 r. w miejsce nazwy Tauenzinow wprowadzono nazwę Tauentzien O.S.. 9 września 1947 r. nadano miejscowości polską nazwę Okoły.

### Demografia
| Rok                | 1933 | 1939 | 2007 | 2009 | 2012 |
| Liczba mieszkańców | 268  | 258  | 48   | 85   | 57   |

(Źródła:.)

## Administracja
| Część miejscowości | SIMC    | Status prawny                          | Forma dopełniaczowa | Forma przymiotnikowa | Współrzędne                               | Uwagi                             |
| ------------------ | ------- | -------------------------------------- | ------------------- | -------------------- | ----------------------------------------- | --------------------------------- |
| Czarna Woda        | 0499318 | nadana 2 kwietnia 1949 r./obowiązująca | Czarnej Wody        | czarnowodzki         | 50°52′44″N 17°54′40″E/50,878889 17,911111 | nazwa niemiecka: Schwarzwasser    |
| Kupilas            | 0499324 | nadana 2 kwietnia 1949 r./obowiązująca | Kupilasu            | kupilaski            | 50°50′58″N 17°54′00″E/50,849444 17,900000 | nazwa niemiecka: Buchendorf-Mühle |